# 兩百塊
兩百塊，本名王萬利（1960年—），台灣綜藝界人物。1980年代，他在中視著名大型綜藝節目《黃金拍檔》的清裝短劇單元〈清宮外史〉飾演老佛爺（慈禧太后） 身旁的太監而爆紅。當時臨時演員的酬勞是新台幣兩百元，故《黃金拍檔》主持群成員倪敏然幫王萬利取了藝名「兩百塊」。

## 出道
兩百塊初登場的橋段如下：
（老佛爺叫站在其左側的小李子 把兩百塊帶到老佛爺面前，然後叫小李子坐在老佛爺右側的龍椅上。）

不行啊！

沒關係！老佛爺說的！

（小李子把兩百塊帶到老佛爺右側的龍椅上，兩百塊坐下，小李子回到老佛爺左側站立。）

我說小李子啊。

喳。

（老佛爺指著兩百塊）咱們宮裡頭，要進進出出的人都這副德行的話，這像個宮廷嗎？這是哪找來的？

（兩百塊笑。）

啟稟老佛爺，兩百塊錢一個，好不到哪去。

（老佛爺、小李子、兩百塊笑。）

## 經歷
《黃金拍檔》播出期間，兩百塊接受採訪時，常有很多問題不願回答，總說「這會影響我的形象的」。1988年1月9日，《黃金拍檔》停播，兩百塊淡出台灣綜藝界。
2003年7月18日，位於台北市萬大路一棟公寓三樓的兩百塊住處堆滿的垃圾傳出惡臭，當時兩百塊以拾荒維生，台北市議員侯冠群會同台北市政府警察局與社工人員前往調解且想幫兩百塊清理住處，但兩百塊拒絕。當地里長說，兩百塊的父親於1997年帶走全家人的中華民國國民身分證與房地產產權證明，當時38歲的兩百塊從此與罹患輕度智障的母親相依為命。兩百塊受訪時僅一再說「只想過自己的生活」，且以「不想照相」為由拒絕補辦身分證，也不願領取低收入戶補助。倪敏然說，兩百塊的際遇讓他感到不勝唏噓，「這是每個人的命運，奉勸想要成名的人要有這種心理準備」。
2005年12月，兩百塊在台北市新安國宅的鄰居說，兩百塊的生活方式就是每天向人伸手要錢，是社區裡的問題人物；當地鄰長說，兩百塊平常都是跟著母親相依為命，但已十幾年沒繳水電費；鄰居也說，兩百塊與其母沒事的時候就喜歡坐在樓下，除了發呆還是發呆，而且因為家裡沒有水，他們乾脆不洗澡，身上的臭味讓鄰居很困擾；兩百塊說，現在的一切都是他父親害的，因為他從小就是受虐兒，父親施加家庭暴力讓他生理、心理都留有後遺症。
2008年3月，兩百塊的母親逝世，當時已中風的兩百塊被台北市政府社會局安置在一家安養中心。2010年3月，罹患中風與精神病的兩百塊因臀部、髖骨與足跟的褥瘡嚴重，被送進三軍總醫院內湖院區，受訪時稱最想見到的人是《黃金拍檔》主持群成員張菲。 2010年3月12日，張菲親赴三軍總醫院內湖院區探望兩百塊並致贈慰問金新台幣10萬元，台灣綜藝節目製作人李典勇則託人送新台幣3萬元紅包給兩百塊；張菲叮嚀兩百塊要堅強一點、有機會帶他回舞台，兩百塊眼眶含淚、口齒不清地回答「菲哥，謝謝」。2010年3月18日，立法委員余天親赴三軍總醫院內湖院區探望兩百塊並致贈新台幣一萬兩千元紅包，並與台灣影音家電製造商台灣畫佳企業（HIPLUS）接洽，等兩百塊康復後安排他代言或固定上班。

## 作品
- 1986年電影《七小福》
- 1986年電影《街頭花》
- 電影《七先生與啞吧花》